# Stafford (Connecticut)
Stafford – miasto w Stanach Zjednoczonych, w stanie Connecticut, w hrabstwie Tolland.